# حمید متبسم
حمید متبسم (زاده ۲۴ مرداد ۱۳۳۷ مشهد) آهنگساز و نوازنده تار و سه‌تار و از بنیان‌گذارانِ گروه دستان است. وی از نوازندگان و آهنگ‌سازان حال حاضر کشور می‌باشد که به همراه گروه دستان در طرح‌ریزی و اجرای موسیقی سازی همگام با موسیقی آوازی نقشی به‌سزا داشته‌است.

## زندگی و فعالیت هنری
حمید متبسم زاده ۲۴ مرداد سال ۱۳۳۷ شمسی، ۱۵ اوت ۱۹۵۸ میلادی در شهر مشهد می‌باشد. وی در دوران کودکی آموزش تار را نزد پدرش علی متبسم آغاز کرد و سپس از استادانی همچون: حبیب‌الله صالحی، زیدالله طلوعی، هوشنگ ظریف، محمدرضا لطفی و حسین علیزاده بهره جست.
وی به‌طور مداوم با کانون چاووش و گروه عارف همکاری داشت و پس از مهاجرت به آلمان گروه موسیقی دستان و چکاوک را به همراه دیگر هنرمندان راه‌اندازی کرد. از دیگر فعالیت‌های وی تأسیس انجمن تار و سه‌تار، برگزاری سمینارهای موسیقی سالانه و تشکیل گروه مضراب (از هنرجویان) و پردیس (ارکستر بین‌الملل) است.
حمید متبسم در سال ۱۳۸۷ ارکستر بزرگ سازهای ایرانی مشتمل بر ۴۰ نوازنده و خواننده کر را با همکاری بهرنگ تنکابنی تأسیس کرد. این ارکستر به منظور اجرای قطعه سیمرغ اثری از او برای ارکستر بزرگ، گروه کر و به خوانندگی همایون شجریان تأسیس شد و کار خود را از پاییز ۱۳۸۸ با رهبری محمدرضا درویشی آغاز کرد و در مرداد سال ۱۳۸۹ اولین اجرای سیمرغ در استادیوم تنیس مجموعه ورزشی انقلاب به روی صحنه رفت. این اثر یک بار دیگر در تابستان ۱۳۹۰ در تالار وحدت به رهبری آهنگساز اثر به روی صحنه رفت و پس از آن در مهر همان سال به رهبری هومن خلعتبری دو کنسرت دیگر از سیمرغ و ونوشه در شهرهای هرلن و لاهه در کشور هلند برگزار شد.
۳۱ خرداد ۱۴۰۳ مراسم نکوداشت حمید متبسم در هفتمین سال‌نوای موسیقی ایران برگزار و تندیس و لوحِ سال‌نوا، در غیاب او به وی اهدا شد.

## آثار
| آلبوم‌ها                        | آلبوم‌ها    | آلبوم‌ها                        | آلبوم‌ها | آلبوم‌ها                  | آلبوم‌ها     | آلبوم‌ها |
| ------------------------------ | ---------- | ------------------------------ | ------- | ------------------------ | ----------- | --- |
| نام آلبوم                      | سال انتشار | آهنگ ساز                       | نوازنده | خواننده                  | ناشر        | توضیحات |
| بهاران آبیدر                   | ۱۳۶۴       | هوشنگ کامکار                   | آری     | بیژن کامکار، شهرام ناظری | نوای همایون | اجرا توسط گروه کامکارها، اشعار محلی کُردی با تنظیم عباس کمندی، اجرا توسط ارکستر سمفونیک تهران                         |
| بامداد                         | ۱۳۶۹       | آری                            | آری     | بیژن کامکار              | سروش        | به‌همراه گروه عارف |
| کنسرت ایرج بسطامی و گروه دستان | ۱۳۷۱       | حمید متبسم، محمدعلی کیانی نژاد | آری     | ایرج بسطامی              |             | به‌همراه گروه دستان، به صورت رسمی از سوی هیچ ناشری منتشر نشده‌است                                                      |
| بوی نوروز                      | ۱۳۷۱       | آری                            | آری     | ایرج بسطامی              |             | به‌همراه گروه دستان                                                                                                   |
| نوای دریا                      | ۱۳۷۳       | آری                            | آری     |                          |             | تک‌نوازی سه‌تار |
| ساز نو آواز نو                 | ۱۳۷۶       | آری                            | آری     | شهرام ناظری              |             | به‌همراه گروه دستان                                                                                                   |
| سه نوازی                       | ۱۳۷۸       | آری                            | آری     | بی‌کلام                   |             | به‌همراه حسین بهروزی‌نیا و پژمان حدادی                                                                                 |
| حنایی                          | ۱۳۷۹       | آری                            | آری     | سیما بینا                |             | به‌همراه گروه دستان                                                                                                   |
| ضرب تار                        | ۱۳۸۰       | آری                            | آری     | بی‌کلام                   |             | به‌همراه بهنام سامانی (تنبک)                                                                                          |
| شوریده                         | ۱۳۸۱       | آری                            | آری     | پریسا                    |             | به‌همراه گروه دستان، برنده جایزه بهترین موسیقی سال از وزارت فرهنگ فرانسه و عنوان شوک موسیقی سال از مجله موسیقی لوموند |
| گل بهشت                        | ۱۳۸۳       | آری                            | آری     | پریسا                    |             | به‌همراه گروه دستان                                                                                                   |
| ماه عروس                       | ۱۳۸۴       | آری                            | آری     | صدیق تعریف               |             | به‌همراه گروه دستان                                                                                                   |
| لولیان                         | ۱۳۸۴       | آری                            | آری     | شهرام ناظری              |             | به‌همراه گروه دستان                                                                                                   |
| دریای بی پایان                 | ۱۳۸۵       | سعید فرجپوری                   | آری     | سالار عقیلی              |             | به‌همراه گروه دستان                                                                                                   |
| قیژک کولی                      | ۱۳۸۷       | آری                            | آری     | همایون شجریان            |             | به‌همراه گروه دستان، برنده بهترین موسیقی سنتی سال ۲۰۰۹ از سازمان نقد صفحه آلمان.                                      |
| خورشید آرزو                    | ۱۳۸۷       | سعید فرجپوری                   | آری     | همایون شجریان            |             | به‌همراه گروه دستان                                                                                                   |
| به نام گل سرخ                  | ۱۳۸۸       | آری                            | آری     | سالار عقیلی              |             | به‌همراه گروه دستان                                                                                                   |
| پنجره‌ای به‌سوی آفتاب            | ۱۳۹۰       | آری                            | آری     |                          |             | به‌همراه پژمان حدادی و امام‌یار حسن‌اف                                                                                  |
| سیمرغ                          | ۱۳۹۰       | آری                            | آری     | همایون شجریان            |             | به‌همراه ارکستر بزرگ سازهای ایرانی سیمرغ                                                                              |
| کنسرت سیمرغ                    | ۱۳۹۱       | آری                            | آری     | همایون شجریان            | آوای باربد  | اجرای زنده آلبوم سیمرغ (آلبوم تصویری) بر اساس اشعار شاهنامه                                                          |
| سربداران                       | ۱۳۹۲       | فرهاد فخرالدینی                | آری     | بیژن کامکار              | استودیو صبا | موسیقی متن مجموعه تلویزیونی سربداران                                                                                 |
| آلبوم «سپیدار»                 | ۱۳۹۶       |                                | آری     |                          |             | |

- آهنگسازی برای گروه سازهای ملی